# Breza (Sjenica)
Breza (Servisch cyrillisch Бреза) is een plaats in de Servische gemeente Sjenica. De plaats telt 212 inwoners (2002).